# Ancestry.com
Ancestry.com LLC — приватна інтернет-компанія, що базується в Лігай (Юта), США. Це найбільша генеалогічна компанія в світі, вона контролює мережу генеалогічних і історичних сайтів, орієнтованих на США та 9 інших країн. Компанія розробляє і продає генеалогічне програмне забезпечення і супутні послуги.
Станом на червень 2014 року компанія надала доступ до 16 млрд історичних записів і має більше 2-х млн передплатників. Контент, створений користувачами, містить 70 млн сімейних дерев. Також користувачі додали 200 млн фотографій, відсканованих документів та письмових розповідей. У листопаді 2018 року компанія заявила, що надала доступ до приблизно 10 мільярдів історичних записів, має 3 мільйони платних передплатників і продала клієнтам 18 мільйонів наборів ДНК. До 2022 року ця цифра зросла до 30 мільярдів записів за даними компанії. 4 грудня 2020 року The Blackstone Group придбала компанію в результаті угоди вартістю 4,7 мільярда доларів.